# Thierry Gontier
Pour les articles homonymes, voir Gontier.
Thierry Gontier, né à Paris le 18 décembre 1960, est un professeur de philosophie et historien des idées français.

## Biographie
Ancien élève de l'École normale supérieure de Fontenay-Saint-Cloud, il est depuis janvier 2006 professeur de philosophie politique et morale à l'Université Jean Moulin-Lyon 3. Il a été membre senior de l'Institut universitaire de France (IUF) de 2010 à 2015.  
Ses travaux portent sur l'anthropologie dans la philosophie moderne (XVe – XVIIe siècles) et sa réception dans la philosophie contemporaine. Il est spécialiste de Montaigne et de la question du rapport entre l'homme et l'animal à la Renaissance. Son cours, à l'occasion de la Chaire Mercier (Université de Louvain-la-Neuve) de l'année 2016-2017, portait sur Montaigne. L'égoïsme vertueux. Il a publié la première étude en France sur Eric Voegelin, penseur critique du national-socialisme.  
Il est le fondateur et le rédacteur en chef de la revue Éthique, politique, religions publiée chez Classiques Garnier. Cofondateur de l'Institut supérieur d’étude des religions et de la laïcité (ISERL) à Lyon, il a émis des réserves sur la "laïcité à la française", et a critiqué le principe d'un Etat qui entend se substituer aux religions, en rendant difficile tout dialogue entre le politique et le religieux. 
II a été secrétaire général de l'association Qualité de la science française de 2011 à 2017.

## Principaux ouvrages
[réf. incomplète]
- De l’homme à l’animal. Montaigne, Descartes ou les paradoxes de la philosophie moderne sur la nature des animaux, Paris, Vrin, 1998
- L’Homme et l’animal. La philosophie antique, Paris, PUF, 1999
- Descartes et la causa sui : Autoproduction divine, autodétermination humaine, Paris, Vrin, 2005
- Eric Voegelin. Symboles du politique, Paris, Michalon, 2008
- La Question de l’animal. Les origines du débat moderne, Paris, Hermann, 2011
- Édition critique et traduction du Traité de l’immortalité de l’âme de Pietro Pomponazzi, Paris, Les Belles Lettres, « Classiques de l’humanisme », 2012
- Traduction du Platon et Aristote (Ordre et Histoire, III) de Eric Voegelin, Paris, Éditions du Cerf, 2015